# Tarsomys
A Tarsomys az emlősök (Mammalia) osztályának a rágcsálók (Rodentia) rendjébe, ezen belül az egérfélék (Muridae) családjába tartozó nem.

## Rendszerezés
A nembe az alábbi 2 faj tartozik:
- Tarsomys apoensis Mearns, 1905 - típusfaj
- Tarsomys echinatus Musser & Heaney, 1992